# دیوید لیوینگستون (کارگردان)
دیوید لیوینگستون (به انگلیسی: David Livingston) کارگردان و تهیه‌کننده تلویزیونی آمریکایی است. بیش‌ترین شهرت او به خاطر مشارکت در نگارش و تولید نسخه‌های متعدد و نوینی از پیشتازان فضا (به انگلیسی: Star Trek) است. از تولیدات دیگر وی می‌توان به Seven Days، Threshold و Carrie اشاره کرد.